# Zixi (sockenhuvudort i Kina, Jiangxi Sheng, lat 28,07, long 117,78)
Zixi är en sockenhuvudort i Kina. Den ligger i provinsen Jiangxi, i den sydöstra delen av landet, omkring 200 kilometer öster om provinshuvudstaden Nanchang. Antalet invånare är 17 795. Befolkningen består av 8 774 kvinnor och 9 021 män. Barn under 15 år utgör 21,0 %, vuxna 15-64 år 71 %, och äldre över 65 år 6,0 %.
Runt Zixi är det ganska tätbefolkat, med 160 invånare per kvadratkilometer. Närmaste större samhälle är Yongping, 16,2 km norr om Zixi. I omgivningarna runt Zixi växer i huvudsak blandskog.
Genomsnittlig årsnederbörd är 2 755 millimeter. Den regnigaste månaden är juni, med i genomsnitt 477 mm nederbörd, och den torraste är oktober, med 35 mm nederbörd.